# AlpinClub Hannover
Die Sektion AlpinClub Hannover des Deutschen Alpenvereins ist eine Sektion des Deutschen Alpenvereins in Hannover. Er spaltete sich am 20. November 1997 von der Sektion Hannover ab. Er ist eine relativ junge und mit 1.333 Mitgliedern (Stand: 31. Dezember 2024) eine der kleineren Sektionen des Deutschen Alpenvereins. Die Gründungsmitglieder waren vor allem Sportkletterer, die sich aufgrund ihres Interesses am Klettersport in einer eigenständigen Sektion zusammenschlossen. Im Sommer 1998 erkannte der Bundesverband des DAV den AlpinClub als Mitglied an.
Im Gegensatz zu den vielen anderen Sektionen des Deutschen Alpenvereins verfügt der AlpinClub über keine eigene Hütte.

## Sport

### Felsklettern und Hochtouren
Einem Expeditionsteam des AlpinClubs gelang am 12. September 2009 die Erstbesteigung des Pik Leibniz.

### Wettkampfklettern
Der AlpinClub hat eine lange Tradition in der Ausrichtung von Boulder-Wettkämpfen. Zwischen 2005 und 2012 war er Ausrichter der Norddeutschen Meisterschaften im Bouldern. Die Sportler des Vereins sind auf regionaler und nationaler Ebene erfolgreich, so dass der Verein zeitweilig die Sektionenwertung aller deutschen Alpenvereinssektionen anführte.
2013 erhielt der AlpinClub die Auszeichnung Grünes Band für vorbildliche Talentförderung im Verein.

## Sektionsvorsitzende
Eine chronologische Übersicht über alle Präsidenten der Sektion seit Gründung.
| Amtszeit  | Präsident         |
| --------- | ----------------- |
| 1998–1999 | Bernhard Frommelt |
| 2000–     | Thomas Wehmeyer   |